# Centralny Dom Towarowy w Warszawie

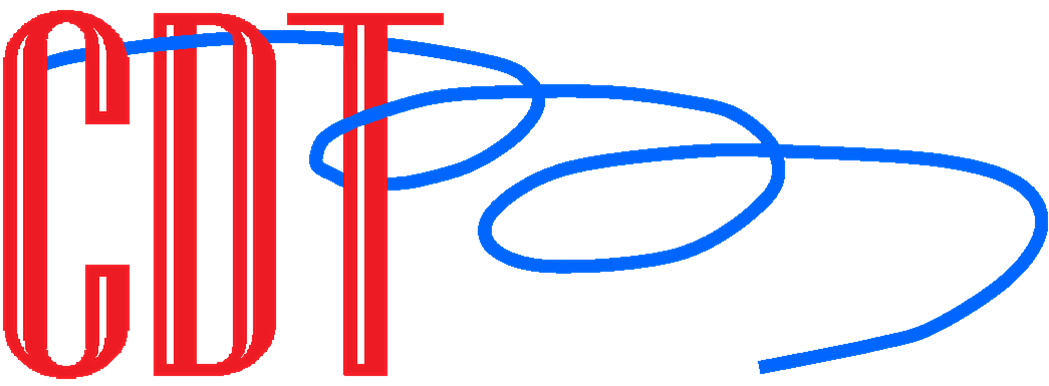
Logo Centralnego Domu Towarowego

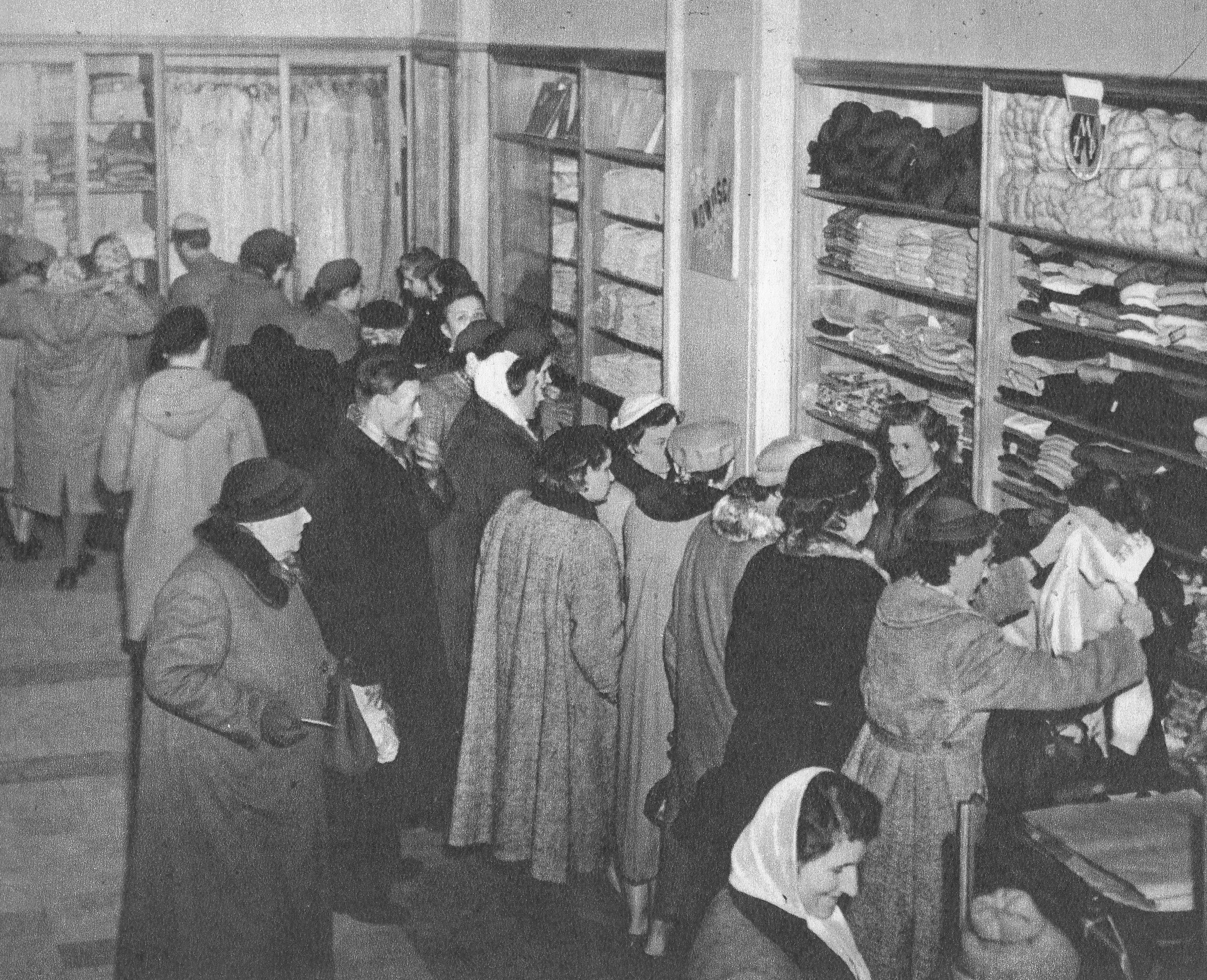
Stoisko z konfekcją w latach 50. XX w.

Centralny Dom Towarowy (CDT), Centralny Dom Dziecka, Dom Towarowy „Smyk”, od 2018 budynek biurowy Cedet – budynek domu towarowego znajdujący się w Warszawie, pierwotnie pod adresem ul. Bracka 15/19, obecnie ul. Krucza 50.
Budynek został zaprojektowany w latach 1947–1948 przez Zbigniewa Ihnatowicza oraz Jerzego Romańskiego i otwarty 22 lipca 1951 jako Centralny Dom Towarowy. W 1971 przeniesiono tam Centralny Dom Dziecka, mieszczący się wcześniej w Domu Towarowym Braci Jabłkowskich. Po zakończonej w 2018 przebudowie budynek biurowy Cedet.
CDT był przykładem architektury powojennego modernizmu. Gmach ukończono już po wprowadzeniu doktryny realizmu socjalistycznego (1949), przez co jego forma architektoniczna spotkała się z ostrą krytyką. Budynek był jak na ówczesne czasy bardzo nowoczesny i funkcjonalny.

## Opis

### Lata 1951–2014
Był to jeden z pierwszych budynków w PRL wyposażonych w podziemny garaż. Obiekt wolnostojący, składający się z trzech brył. Pierwsza ustawiona była frontem do Al. Jerozolimskich i będąca całkowicie przeszklonym budynkiem unoszącym się w powietrzu nad ziemią na słupach z żelazobetonu (fr. pilotis), druga w zamierzeniu miała być halą spożywczą ułożoną w kierunku północnym, trzecia zaś miała być biurowcem usytuowanym od strony ulicy Widok. Budynek miał wielkie dębowe okna ze szkłem giętym. Zainstalowano w nim niestosowane dotychczas w Polsce urządzenia przeciwsłoneczne. Na południowej stronie elewacji przewidziano umieszczenie specjalnej konstrukcji na reklamy i urządzenia przeciwpożarowe. Budynek zrealizował w pełni pięć zasad architektury nowoczesnej Le Corbusiera. Budynek zapisał się w historii jako wybitne dzieło funkcjonalizmu w architekturze polskiej XX wieku.
Fasada od strony Al. Jerozolimskich była ozdobiona neonem w kształcie serpentyny zakończonej strzałką oraz ułożonymi pionowo literami „CDT”. Neon został zaprojektowany i wykonany w 1956 w NRD. Wnętrza budynku były przestronne i dobrze doświetlone, dzięki całkowitemu przeszkleniu wszystkich kondygnacji aż do czasu przebudowy, kiedy wymieniono przezroczyste szyby na przyciemniane.
W kwietniu 1952 na szóstym piętrze budynku otwarto restaurację „Stolica”.
Na antresoli budynku znajduje się taras z widokiem na Al. Jerozolimskie, dawniej wykorzystywany przez popularną kawiarnię. Budynek jest również wyposażony w taras na dachu płaskim, który wykorzystywano w czasach PRL do organizowania pokazów mody.
W środku budynku komunikacja była zapewniona poprzez 6 ośmioosobowych wind, a każde piętro wyposażone było w niezależne od pozostałych schody ruchome, były to drugie ruchome schody w Warszawie. Budynek posiadał również 4 windy towarowe. Dogodne wyjścia zapewniały 4 klatki schodowe, z których 2 skrajne, jako schody bezpieczeństwa, wyprowadzały bezpośrednio na ulice Bracką i Kruczą. W holu części handlowej przewidziano terakotę, na piętrach posadzkę dębową, a w podziemiach podłogę z betonu wzmacnianego szkłem lub stalowymi opiłkami.
Autorem logotypu CDT był Karol Śliwka. Część wystroju wnętrz, m.in. kawiarnię na antresoli, restaurację i dancing „Stolica”, zaprojektował architekt Jan Poliński.
W latach 60. XX wieku Centralny Dom Towarowy był największym sklepem w Warszawie. W dwóch budynkach i podziemnych magazynach pracowało ok. 2000 osób.
W niedzielę, 21 września 1975 roku ok. 20:00 w budynku wybuchł pożar. Zapaliło się szóste piętro z dywanami, wykładzinami podłogowymi i tkaninami. Pożar przeniósł się na niższe piętra i objął trzy piętra budynku. Pożar opanowano około północy, jednak jeszcze ok. 8.00 rano 6 sekcji straży pożarnej likwidowało ostatnie ogniska pożaru.
Za przyczynę pożaru przyjęto zatarcie łożysk niewyłączonego mechanizmu schodów ruchomych. Podczas remontu zmieniono wiele z pierwotnego wyglądu budowli. Uproszczono fasadę i zrezygnowano z detali wykończenia. Odbudowany po pożarze budynek oddano do użytku 25 listopada 1977.
Po remoncie dawny Centralny Dom Dziecka nazywano „Smyk” i stał się częścią Domów Towarowych Centrum. W 2000 roku DH Smyk został wydzielony ze spółki Domy Towarowe Centrum i powołano spółkę Smyk Sp. z o.o., która utworzyła markę sklepów z artykułami dla dzieci.
W 2006 główna bryła budynku (bez skrzydła biurowego i niskiej części mieszczącej delikatesy) została wpisana do rejestru zabytków.

### Cedet
W 2014 nowy właściciel nieruchomości, spółka Immobel, rozpoczął przebudowę budynku na biurowiec. Obiekt został zburzony z wyjątkiem konstrukcji żelazobetonowej od strony Alej Jerozolimskich. Tak duży zakres wyburzeń wywołał krytykę znawców architektury. Zaakceptował ją jednak wcześniej stołeczny konserwator zabytków, uznając, że był to jedyny fragment oryginalnej konstrukcji, który w niezmienionym kształcie przetrwał pożar w 1975.
Budynek pod nazwą Cedet został oddany do użytku w maju 2018. Dobudowano do niego nowe skrzydło od strony północnej. Około 7 tys. m² przeznaczono na handel i usługi, a 15 tys. m² na biura. Na fasadzie odtworzono neon, a wewnątrz gmachu głównego, od drugiego piętra w górę, powstało patio.

## Budynek w kulturze masowej
- Centralny Dom Towarowy pojawia się na kartach powieści Zły (1955) Leopolda Tyrmanda – m.in. tutaj ma miejsce finał pościgu Złego za Filipem Merynosem[18].

- Jedna ze scen filmu Lekarstwo na miłość odbywa się na tarasie kawiarni na antresoli budynku.

- Oryginalne wnętrza CDT-u przed przebudową można zobaczyć w barwnym fragmencie czarno-białego filmu Ósmy dzień tygodnia[19].

## Galeria

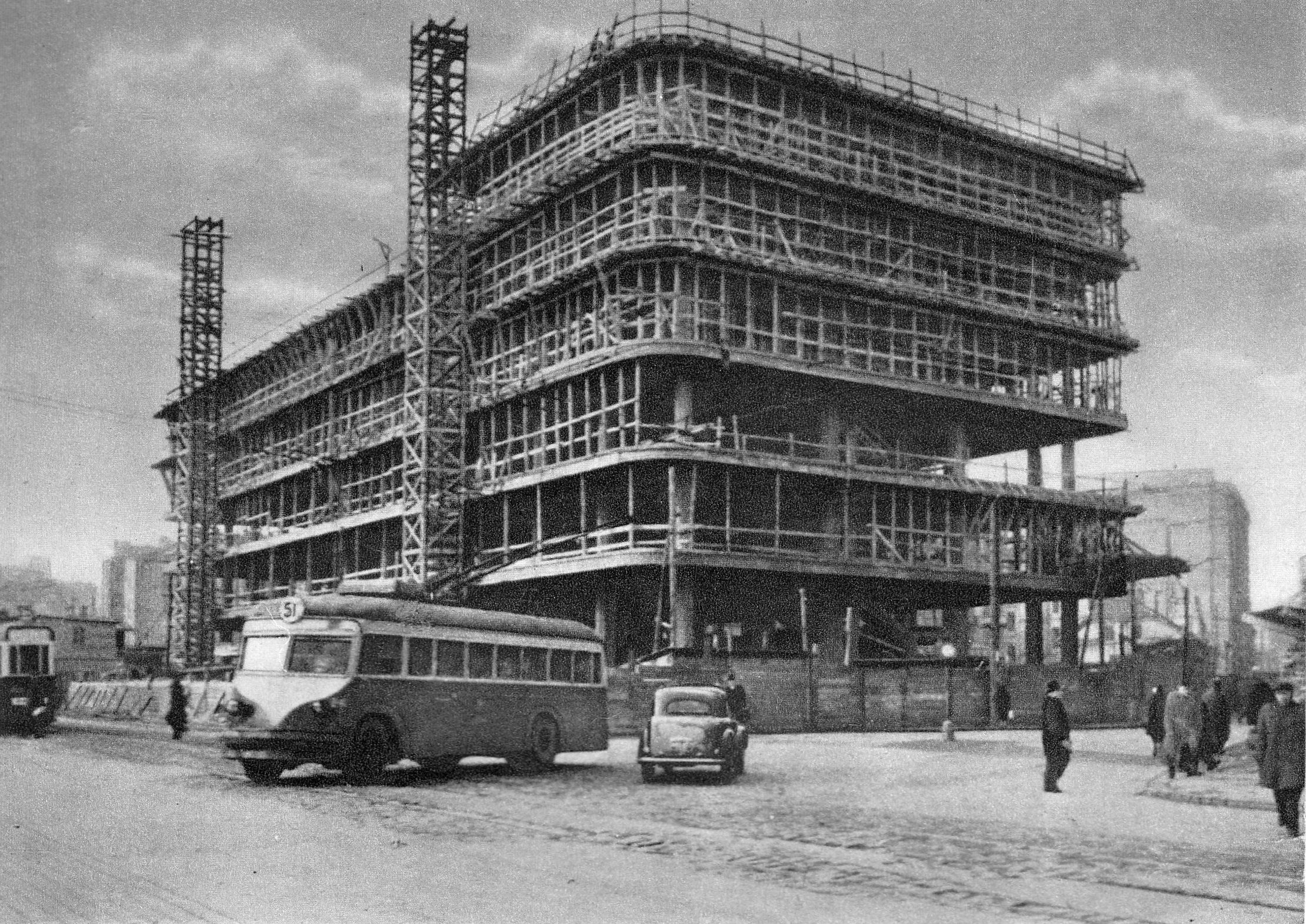
Budowa Centralnego Domu Towarowego, 1950
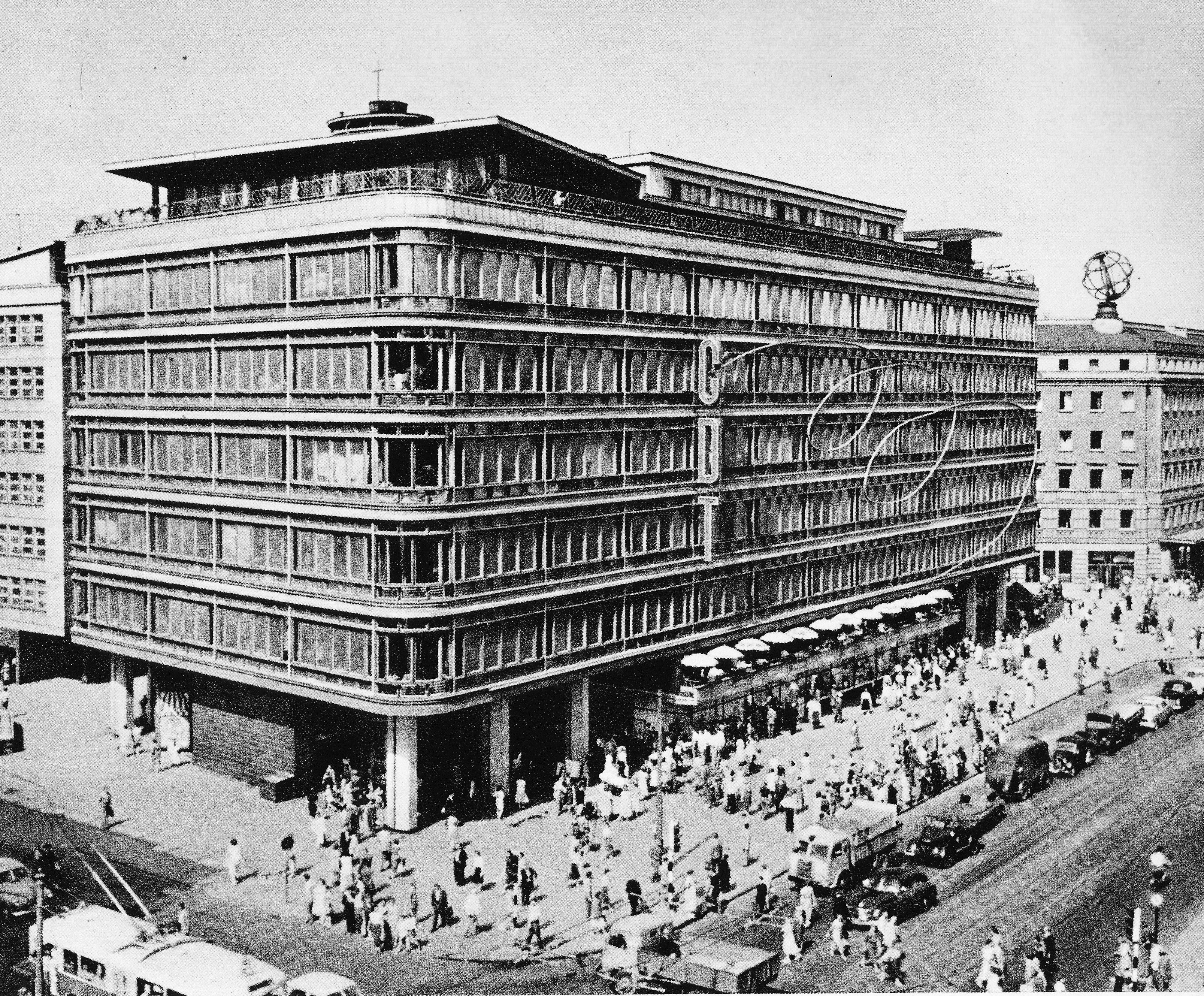
Centralny Dom Towarowy w latach 60.
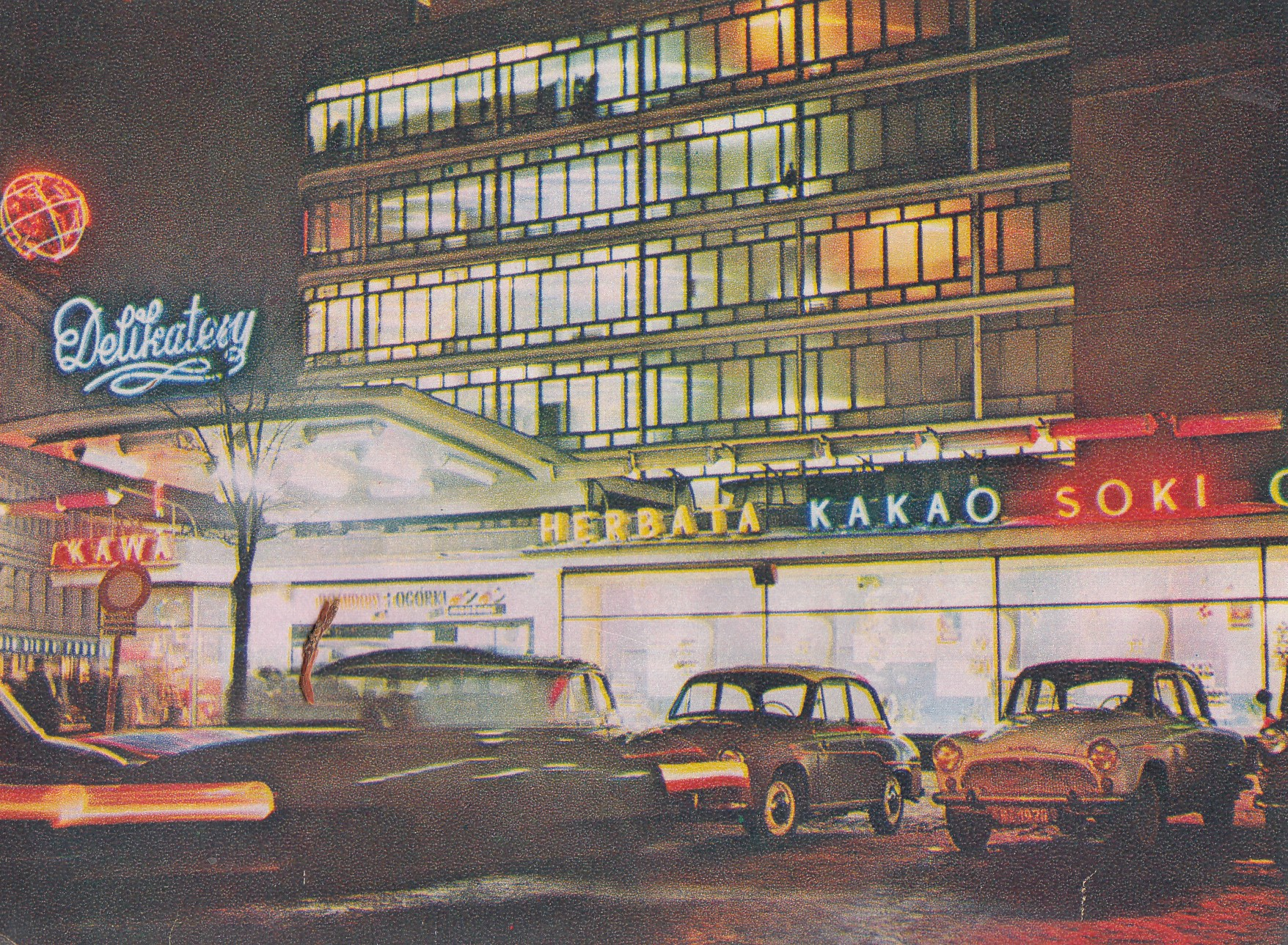
Delikatesy
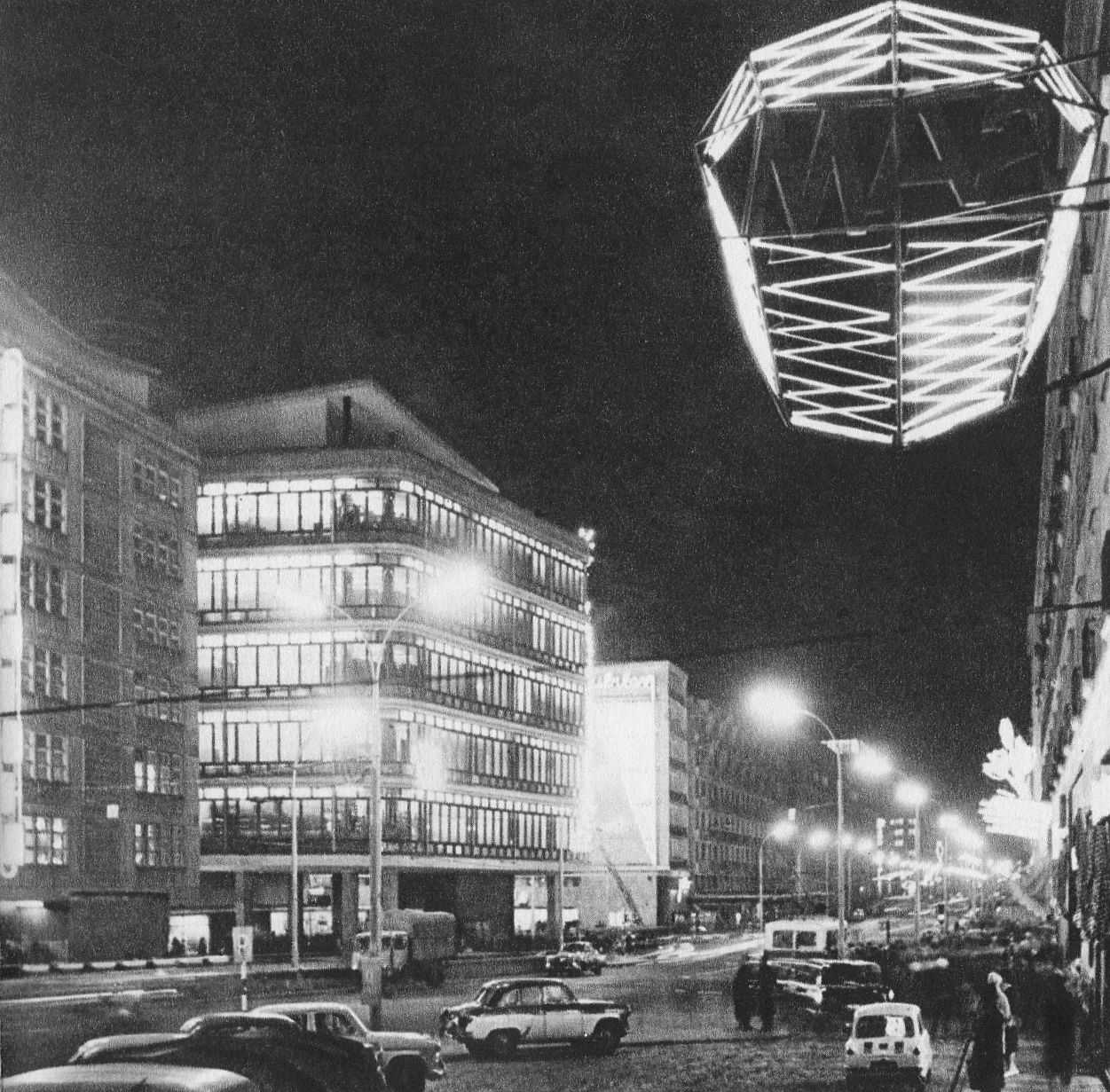
Budynek nocą w perspektywie ulicy Kruczej, lata 60.